# ولادیمیر واسین
ولادیمیر واسین (انگلیسی: Vladimir Vasin؛ زادهٔ ۹ ژانویهٔ ۱۹۴۷) شیرجه‌رو اهل شوروی بود.
وی همچنین برندهٔ جوایزی همچون نشان دوستی شده‌است.